# RSS Intrepid (69)
RSS Intrepid (69) é uma fragata furtiva multifunções e segunda embarcação da Classe Formidable, atualmente ao serviço da Marinha da República de Singapura.

## Histórico operacional

### CARAT 2009
Em 15 de junho, participou nos exercícios no Mar da China Meridional (Sul) juntamente com outras embarcações da Marinha de Singapura e Estados Unidos.

### Exercício Bersama Lima 18
Entre 2 a 19 de outubro, participou nos exercícios navais conjuntos com a Marinha Real da Malásia, Austrália, Nova Zelândia e Reino Unido.

## Galeria
Fotos do RSS Intrepid (69) durante o decorrer dos exercícios navais conjuntos, as três primeiras são do CARAT 2009 e Bersama Lima 18.

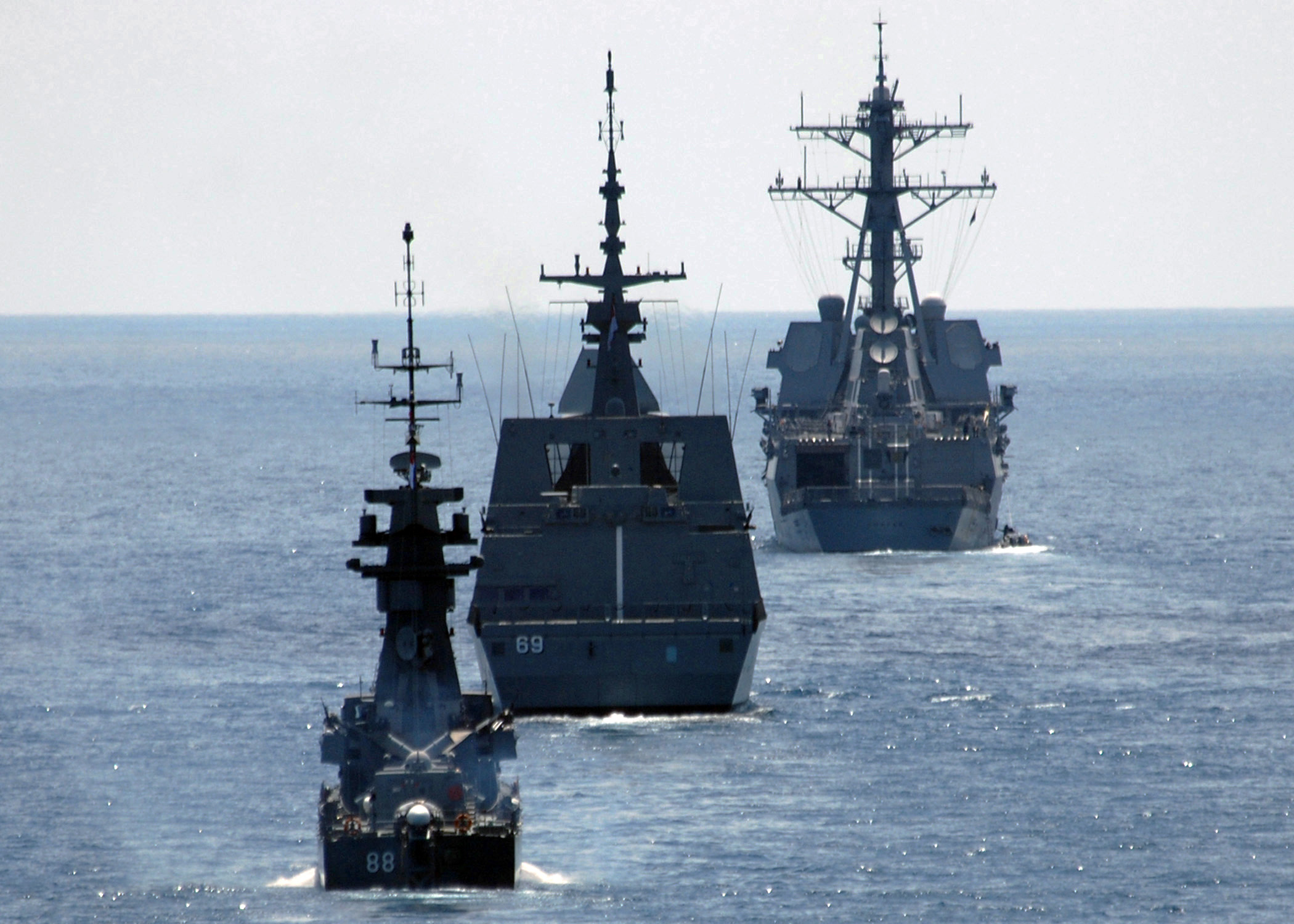
RSS Victory, RSS Intrepid e USS Chafee em formação de preparação para um exercício de artilharia, CARAT 2009.
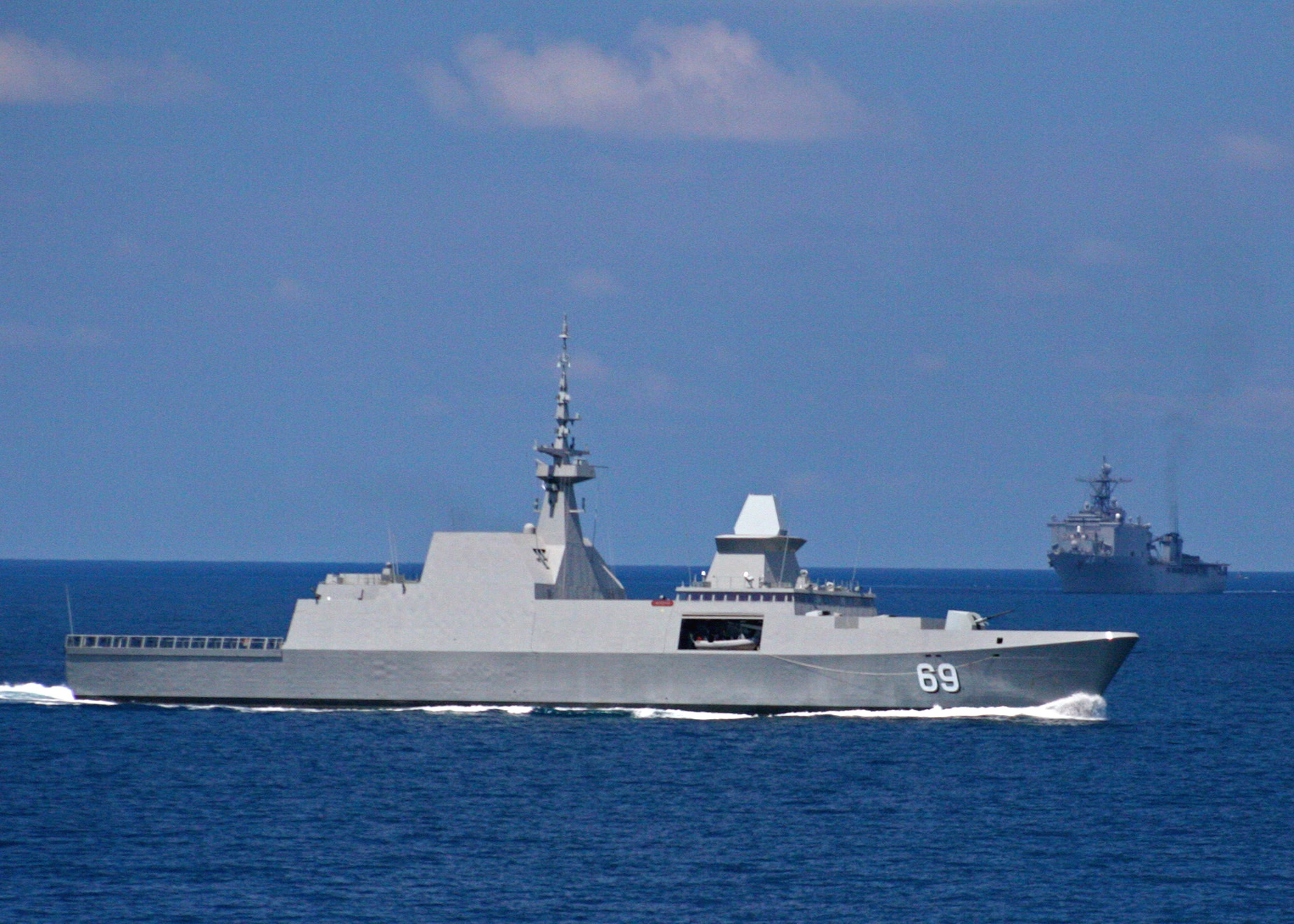
RSS Intrepid e USS Harpers Ferry durante manobras na fase de Singapura, CARAT 2009.
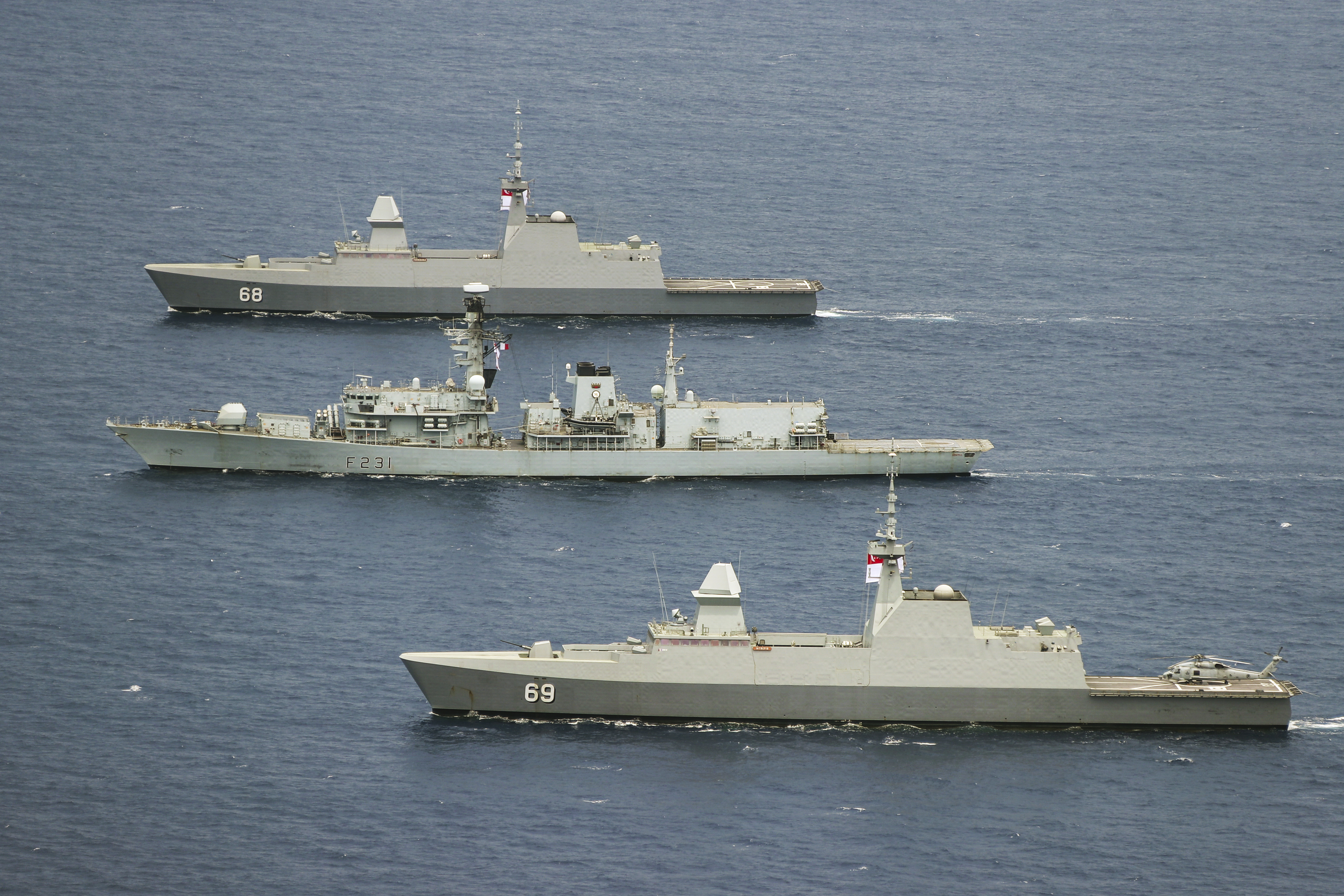
HMS Argyll, RSS Formidable e RSS Intrepid durante o exercício Bersama Lima 18, 13 de outubro.
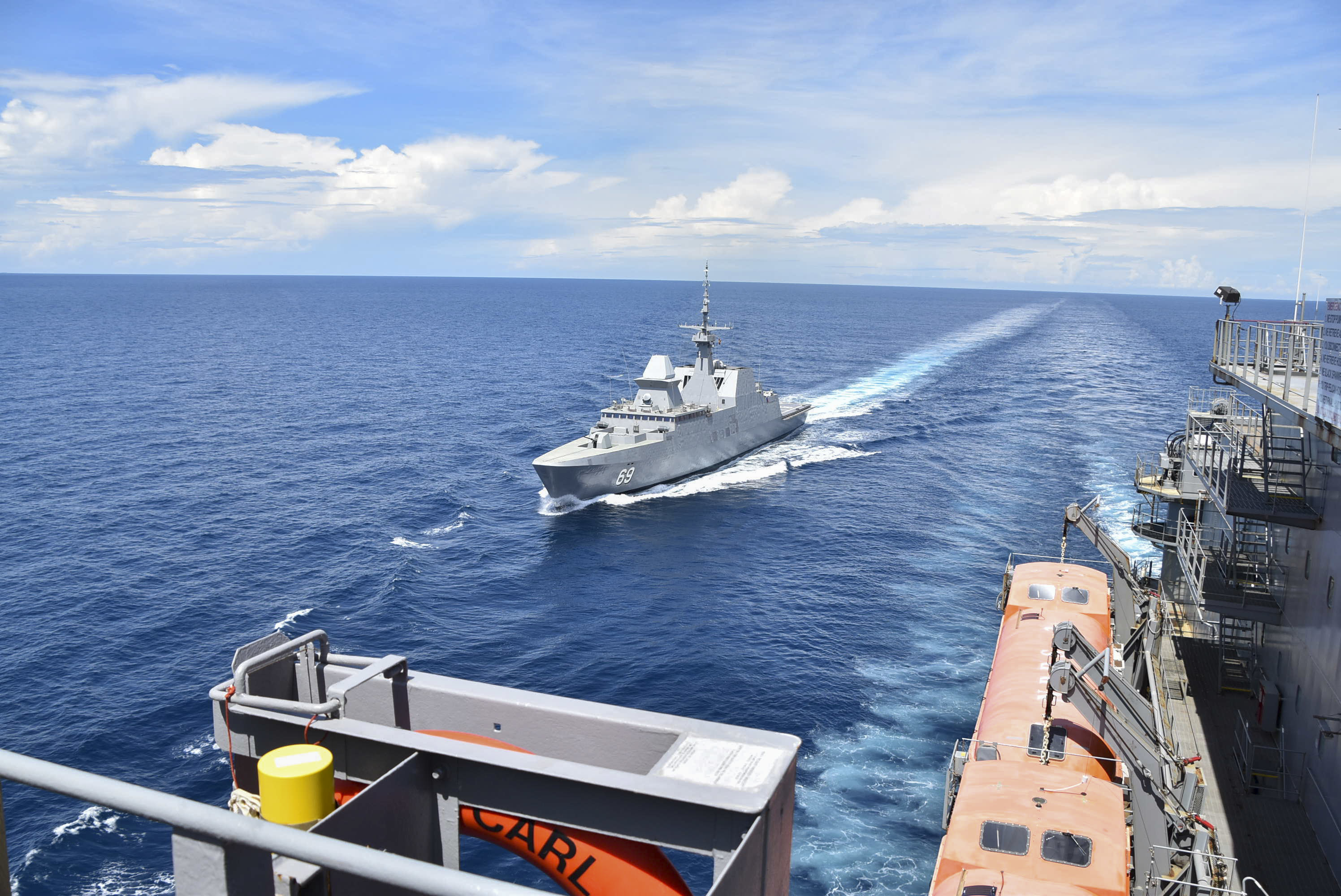
USNS Carl Brashear realiza um reabastecimento ambulante com o RSS Intrepid, 16 de junho de 2020.